# 나비고기과
나비고기과(Chaetodontidae)는 나비고기목에 속하는 조기어류과의 하나이다. 농어목에 속하는 농어아목의 농어상과에 포함시키기도 한다. 두동가리돔, 꼬리줄나비고기, 나비돔, 세동가리돔, 가시나비고기, 룰나비고기, 부전나비고기, 나비고기, 갈색띠돔, 돛대돔 등을 포함하고 있다. 주로 대서양과 인도양 그리고 태평양의 산호초 속에서 발견된다.

## 하위 속
- Amphichaetodon
- Coradion - 갈색띠돔 등 포함.
- Chelmonops
- Chelmon
- Forcipiger
- Hemitaurichthys
- Johnrandallia
- 두동가리속 (Heniochus) - 두동가리돔, 돛대돔 등 포함.
- Prognathodes
- 나비고기속 (Chaetodon) - 꼬리줄나비고기, 나비돔, 세동가리돔, 줄나비고기, 가시나비고기, 룰나비고기, 부전나비고기, 나비고기 포함.